# Chimtic
Chimtic är en ort i Mexiko.   Den ligger i kommunen Chamula och delstaten Chiapas, i den sydöstra delen av landet, 700 km öster om huvudstaden Mexico City. Chimtic ligger 2 234 meter över havet och antalet invånare är 371.
Terrängen runt Chimtic är kuperad österut, men västerut är den bergig. Runt Chimtic är det ganska tätbefolkat, med 139 invånare per kvadratkilometer. Närmaste större samhälle är San Cristóbal de las Casas, 17,2 km sydost om Chimtic. I omgivningarna runt Chimtic växer huvudsakligen savannskog.